# Die Kunst sich die Schuhe zu binden
Die Kunst sich die Schuhe zu binden (schwedisch Hur många lingon finns det i världen?) ist ein schwedischer Film von Lena Koppel aus dem Jahr 2011.

## Handlung
Alex sorgt mit seiner besonderen Art und neuen Ideen für Aufruhr in der Einrichtung für Menschen mit Behinderungen. Während seine Schützlinge ihn unterstützen und begeistert Eigeninitiative entwickeln, muss Alex gegen die Meinung der Gesellschaft und bürokratische Hürden ankämpfen.

## Hintergrund
Die Geschichte beruht auf einer wahren Begebenheit. Sie ist vom Ensemble des Behinderten-Theaters „Glada Hudik“ inspiriert, das 1996 vom damaligen Behindertenbetreuer Pär Johansson gegründet wurde.

## Kritik
Der Filmdienst urteilt, der Film sei eine „sympathisch-arglose Komödie, die den Behinderten einen adäquaten Raum einräumt, während sie dramaturgisch eher in recht überschaubaren Bahnen verbleibt“.